# Michel Janvier de Bragance
Pour les articles homonymes, voir Michel de Bragance (1946).
Succession
Prétendant au trône de Portugal
14 novembre 1866 – 31 juillet 1920
(53 ans, 8 mois et 17 jours)
Michel Janvier de Bragance (en portugais : Miguel Januário de Bragança), né le 13 septembre 1853 à Kleinheubach, en Allemagne, et mort le 11 octobre 1927 à Seebenstein, en Autriche, est un sujet autrichien appartenant à la maison de Bragance, portant le titre de courtoisie de duc de Bragance et prétendant migueliste au trône du Portugal de 1866 à 1920.

## Biographie

### Famille

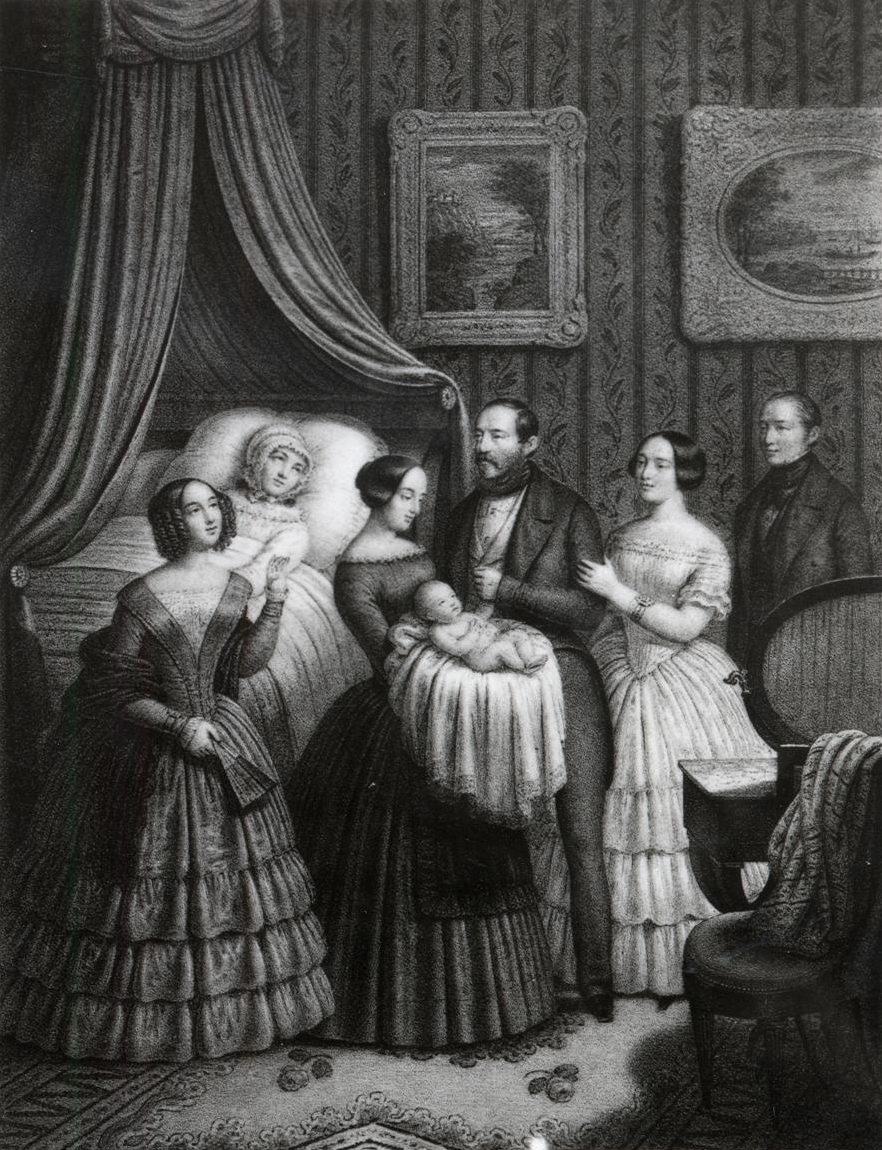
Naissance de Michel Janvier de Bragance à Kleinheubach.

Fils de l'ancien roi Michel Ier et d’Adélaïde de Löwenstein-Wertheim-Rosenberg, Michel Janvier de Bragance voit le jour dans la localité bavaroise de Kleinheubach, près de Miltenberg, en Allemagne. Son père, après avoir usurpé le trône de sa nièce, est détrôné en 1834 et banni – ainsi que sa future descendance – du Portugal. Faute de pouvoir se marier au sein d'une dynastie régnante, il épouse sur le tard une princesse bavaroise de trente ans sa cadette issue d'une branche morganatique de la Maison de Wittelsbach.

### Jeunesse
Le prince Michel poursuit donc ses études en Allemagne, puis en Autriche, à l'université d'Innsbruck. Âgé de treize ans à la mort de son père en 1866, il est reconnu par les miguelistes comme prétendant à la couronne portugaise et roi de jure Michel II.

### Carrière militaire
Michel Janvier de Bragance sert dans l'armée autrichienne et atteint le rang de colonel au 7e régiment de hussards. Durant la Première Guerre mondiale, il sert comme lieutenant-général mais démissionne en 1916, lors de l'entrée du Portugal dans le conflit aux côtés des Alliés.

### Dernières années
Il travaille au sein de l'ordre de Malte jusqu'à la fin de la guerre. Le 31 juillet 1920, Michel de Bragance renonce à ses « droits dynastiques » en faveur de son fils Édouard Nuno de Bragance, alors âgé de treize ans.
Il meurt en 1927 et est inhumé à l'abbaye de Bronnbach, près de Wertheim.

### Mariage et descendance

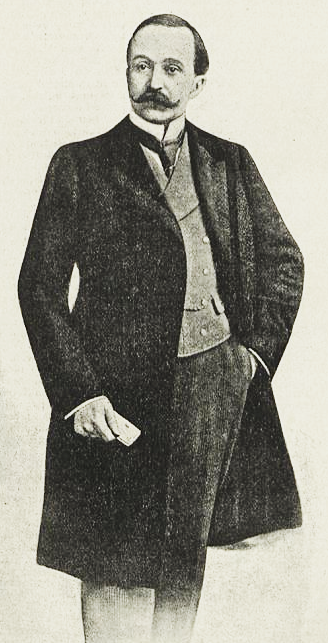
Michel Janvier de Bragance.

Les Bragance sont très proches de la Maison impériale d'Autriche, qui soutient le roi Michel Ier pendant son exil, et plusieurs unions matrimoniales sont tissées entre les deux dynasties.
En 1877, l'infant Michel épouse Élisabeth de Tour et Taxis (1860-1881), une nièce et filleule de l'impératrice d'Autriche, dont naissent trois enfants :
- Michel Marie Maximilien de Bragance (1878-1923), qui épouse en 1909 Anita Stewart (1886-1977), d'où postérité.
- François-Joseph de Bragance (en) (1879-1919), filleul de l'empereur François-Joseph Ier. Il est impliqué dans une série de scandales, allant de dénonciations d'homosexualité[3],[4] à des accusations d'extorsion de fonds et de bijoux[5],[6]. Il meurt sur l'île d'Ischia, au large de Naples, où il est tenu à l'isolement.
- Marie-Thérèse de Bragance (1881-1945), qui épouse en 1900 le prince Charles-Louis de Tour et Taxis (1863-1942).

Veuf, il épouse en secondes noces en 1893 sa cousine Marie-Thérèse de Löwenstein-Wertheim-Rosenberg (1870-1935), dont naissent huit enfants :
- Isabelle-Marie de Bragance (1894-1970), qui épouse en 1920 le prince François-Joseph de Tour et Taxis (1893-1971), d'où postérité.
- Marie-Bénédicte de Bragance (1896-1971)
- Mafalda de Bragance (1898-1918)
- Marie-Anne de Bragance (1899-1971), qui épouse en 1921 le prince Charles-Auguste de Tour et Taxis (1898-1982), d'où postérité.
- Marie-Antoinette de Bragance (1903-1973), qui épouse en 1934 Sidney Ashley Chanler (1905-1994), fils de William Astor Chanler et descendant du milliardaire John Jacob Astor, dont elle divorce en 1948, d'où postérité.
- Philippa de Bragance (1905-1990)
- Édouard Nuno de Bragance (1907-1976), « duc de Bragance » et prétendant au trône de Portugal
- Marie-Adélaïde de Bragance (1912-2012), qui épouse en 1945 Nicolas van Uden (1921-1991), d'où postérité.

## Source
- Jean-Charles Volkmann, Généalogie des rois et des princes aux éditions Jean-Paul Gisserot (1998)